# Гей гордост
Гей гордост (или още гей прайд от англ. gay – шарен, весел; и pride – гордост) е философия и движение в различни страни по света, отстояващо тезата, че лесбийките, гейовете, бисексуалните и транссексуалните трябва да бъдат горди (или по-скоро не би трябвало да бъдат дискриминирани) от своята сексуална ориентация и/или полова идентичност. Активистите на движението работят за признаването и утвърждаването на равни „права и облаги“ за ЛГБТ хората. Движението има три основни предпоставки: че хората трябва да се гордеят със сексуалната си ориентация и/или полова идентичност, че сексуалното разнообразие е дар и че сексуалната ориентация и полова идентичност са вродени, и не могат да бъдат променяни. Походи, отпразнуващи гордостта (паради на гордостта) се организират на много места по света. Символите на ЛГБТ гордостта включват флагът-дъга, гръцката буква ламбда и розовият триъгълник, който получава ново, преосмислено значение.
Терминът „гей прайд“ е въведен от Лий Крег Шунмейкър във връзка с отразяването на бунтовете от Стоунуол през 1969 г.

## История
Термина „Гей прайд“ или познат по света още като „Деня Кристофър Стрийт“ – CSD (от англ. Christopher Street Day) произлиза и напомня на първия в историята масов протест на хомосексулни и представители на други малцинствени групи, срещу полицейското насилие упражнявано върху тях на улица Christopher Street намираща се квартала Greenwich Village в Ню Йорк (САЩ). В ранната сутрин на 28 юни 1969, в заведението „Стоунуол Ин“ се организирал и състоял така наречения „Бунт Стоунуол“. Повод за който били неперкъснатите нападения и гонения от страна на органите на реда срещу барове и заведения посещавани предимно от хомосексуални клиенти. Последица от този така наречен „бунт“ е няколкодневни улични сблъсаци между хомосексуални и полиция. И така по случай първата година от „Бунта Стоунуол“, в Ню Йорк е основана гражданска организация под името Christopher Street Liberation Day (от англ. Освободителния Ден Кристофър Стрийт). Оттогава, в последната събота на месец юни, в Ню Йорк: се проежда улично шествие което има за цел да напомни за участниците и жертвите на този първи по рода си бунт! С течение на годините се заражда една, впоследствие традиционна за много цивилизовани държави проява – организирането на улично шествие или парад: под името „Гей прайд“ или CSD. Тази проява има една-единствена цел: да напомни на обществото, че гейове, лесбийки и транссексуални не трябва да бъдат обект на нападение, и като неразделна част от това общество трябва да се ползват с всички дадени му права и задължения.

## Основни черти
Трите основни позиции на тази идеология са, че:
- хората не трябва да се срамуват от това, което са;
- сексуалното разнообразие е ценност;
- сексуалната ориентация и половата идентичност са вродени и не могат да бъдат целенасочено променяни;

Главният метод за изява на гей прайд движението са т.нар. прайд-паради (pride parades) или гей паради. Те се организират ежегодно в много градове по света, в дните около 28 юни – световният ден на ЛГБТ общността.
Символ на гей прайд инициативата, както и въобще на гей общността, е Флагът на дъгата, а също розовият и черният триъгълник. Последните са били използвани от нацистите за белязване на лесбийките и гей мъжете в концлагерите на Нацистка Германия, а днес се използват от някои гей организации с преосмислена символика.
Някои хора виждат в гей прайда аналог на движението „Черното е красиво“ (Black is Beautiful) през 70-те години на 20 век, в САЩ. Чрез него чернокожитете са демонстрирали, че красотата не бива да дефинирана единствено по стандартите на етническото мнозинство. По подобен начин, членовете на гей прайд движението твърдят, че ценностите на хомосексуалността не могат да бъдат оценявани според разбиранията на хетеросексуалното мнозинство.

## Опозиция
Не всички членове на гей общността поддържат гей прайд изявите. Някои смятат, че те поставят ненужен акцент върху сексуалната ориентация на човека, и че с липсата на дискретност и сдържаност накърняват обществения морал, а с това и целите на движението за гей права. Противниците на гей прайда препоръчват смекчаване на активизма, за да може гей общността по-добре да се интегрира в останалата част от обществото.
Други гей хора възприемат гей прайд кампаниите като омаловажаващи и обезценяващи идентичността на отделния човек и смятат, че те допринасят за изграждането на негативни хетеростереотипи. Според тях сексуалната ориентация или половата идентичност на човека не трябва да е негова основна и единствено определяща характеристика.
Критиците на тези гледни точки ги обявяват за оръдие на хомофобията.
Консервативните кръгове от обществото, от друга страна, отричат твърдението, че сексуалната ориентация е вродена и непроменима, и разглеждат гей парадите като прослава на един отрицателен житейски избор.